# توم إيميت
توم إيميت (بالإنجليزية: Tom Emmett)‏ (3 سبتمبر 1841 في المملكة المتحدة - 29 يونيو 1904 بليستر في المملكة المتحدة) هو لاعب كريكت بريطاني (وحمل سابقاً جنسية المملكة المتحدة لبريطانيا العظمى وأيرلندا). شارك مع منتخب إنجلترا للكريكت. أما مع النوادي، فقد لعب مع نادي مقاطعة يوركشاير للكريكت ‏.

## وصلات خارجية
- توم إيميت على موقع إي آس بي آن كريك إنفو (الإنجليزية)